# Eisenbahnviadukt über die Ścinawka
Das Eisenbahnviadukt über die Ścinawka (früher Steine) ist ein Eisenbahnviadukt der Bahnstrecke Kłodzko–Wałbrzych (früher Dittersbach-Glatz) in der Woiwodschaft Niederschlesien in Polen.

## Beschreibung
Das Viadukt überspannt in drei Feldern mit sechs eingleisigen Fachwerkträgern die nicht einmal 10 Meter breite Ścinawka. Da die Ścinawka, ein Nebenfluss der Glatzer Neiße, aber stark hochwassergefährdet ist, ist das Viadukt deutlich länger. Im Jahr 2022 wurde es grundlegend überholt.